# Julián Estiven Vélez
Julián Estiven Vélez (9 februari 1982) is een Colombiaans voetballer die speelt als verdediger.

## Clubcarrière
Julián Estiven Vélez begon zijn carrière bij Deportes Quindío in 2004. Julián Estiven Vélez speelde voor Deportivo Pereira, Atlético Nacional, Ulsan Hyundai, Vissel Kobe, Jeju United i Tokushima Vortis.

## Colombiaans voetbalelftal
In 2006 debuteerde hij in het Colombiaans voetbalelftal, waarvoor hij sindsdien 15 interlands speelde.

## Statistieken
| Colombiaans voetbalelftal | Colombiaans voetbalelftal | Colombiaans voetbalelftal |
| Jaar                      | Duels                     | Goals                     |
| ------------------------- | ------------------------- | ------------------------- |
| 2006                      | 4                         | 0                         |
| 2007                      | 6                         | 0                         |
| 2008                      | 5                         | 0                         |
| Totaal                    | 15                        | 0                         |